# تلویژن سوئیس روماندی
تلویژن سوئیس روماندی (انگلیسی: Télévision Suisse Romande) شرکت رسانه‌ای سوئیسی است.